# Džebel Drúz
Džebel Drúz (arabsky جبل الدروز‎, francouzsky Djebel Druze) byl autonomní stát, který existoval ve stejnojmenném pohoří na jihu Sýrie mezi dvěma světovými válkami. Měl rozlohu 6693 km² a okolo 50 000 obyvatel, hlavním městem byla Suvajda.

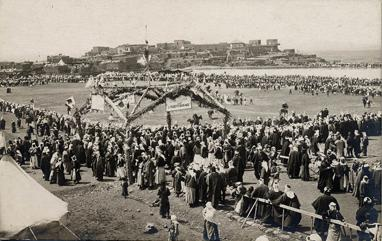
Drúzové oslavují nezávislost, 1925

Po porážce Osmanské říše převzali Francouzi oblast dnešní Sýrie, Libanonu a části Turecka jako mandátní území a vytvořili zde šest státečků: Damašek, Aleppo, Velký Libanon, Alavitský stát, Alexandrettský sandžak a Suvajda. Suvajdský stát byl vyhlášen 1. května 1921 na území, kde žijí převážně Drúzové. V roce 1927 byl přejmenován na Džebel Drúz.
V roce 1925 v Suvajdě vypuklo povstání proti francouzské nadvládě, které vedl Sultán al-Atraš. Povstání se rozšířilo i do ostatních částí Sýrie, až přerostlo v revoluci. Revoluce byla potlačena roku 1927. Džebel Drúz zůstal autonomní i po potlačení revoluce až do roku 1936, kdy Francouzi vyhověli požadavku syrských nacionalistů na vytvoření Velké Sýrie (která však byla nadále pod francouzskou nadvládou). Od té se později odtrhl Libanon a také Alexandretta, která byla připojena k Turecku.
Požadavek na samosprávu Drúzů se však objevuje dosud.

## Demografie
| Náboženské složení populace v Džebel Drúzu podle francouzského sčítání lidu v letech 1921-22 |                |          |
| Náboženství                                                                                  | Počet obyvatel | Procenta |
| Drúzové                                                                                      | 43,000         | 84,8%    |
| Křesťané                                                                                     | 7,000          | 13,8%    |
| Sunnité                                                                                      | 700            | 1,4%     |
| Celkem                                                                                       | 50,700         | 100%     |